# Lovsången (Curt Lindström)
Lovsången är en psalm skriven av Curt Lindström 1984. Den är en av psalmerna i Den svenska psalmboken 1986 med numret 697:9.
Psalmen är ett av flera alternativ för momentet Gloria - Laudamus i ordningen för Svenska kyrkans gudstjänst.